# كريستوف ديلوار
كريستوف ديلوار (بالفرنسية: Christophe Deloire)‏ (22 مايو 1971 - 8 يونيو 2024) هو صحفي مؤلف وناشر فرنسي، وناشط في عدة منظمات غير حكومية. شغل سابقًا منصب مدير مركز تدريب الصحفيين في باريس بالفترة (مايو 2008 - يوليو 2012). وعملأمينًا عامًا لمُنظمة مراسلون بلا حدود منذ يوليو 2012. كما كان رئيسًا لمُنتدى المعلومات والديمقراطية منذ نوفمبر 2019.

## حياته
كريستوف نيكولا ديلوار من مواليد يوم 22 مايو 1971 في باري لو مونيال. وكان والديه معلمان.

## أعماله
تحدث ديلوار أمام مجلس الأمن الدولي في 27 مايو 2015 بهدف اعتماد القرار 222 لحماية الصحفيين. وقد نشر تقريرًا عام 2004 في صحيفة 20 دقيقة الفرنسية عن خطر الأصوليين الإسلاميين على فرنسا.